# Japanagromyza perpetua
Japanagromyza perpetua este o specie de muște din genul Japanagromyza, familia Agromyzidae, descrisă de Spencer în anul 1973. Conform Catalogue of Life specia Japanagromyza perpetua nu are subspecii cunoscute.